# Kurt Großkurth
Kurt Großkurth (11. května 1909 Langenselbold poblíž Hanau – 29. května 1975 Bad Aibling) byl německý herec a zpěvák. Zpíval také s jodlerem Franzlem Langem.

## Život
Kurt Großkurth vyrostl v Betzdorfu jako syn hoteliéra. Poté, co navštěvoval školu opatství St. Johann v Amöneburgu a humanistické gymnázium v Attendornu, absolvoval na žádost svého otce hotelový výcvikový kurz v Essenu, v Londýně a Heidelbergu. 

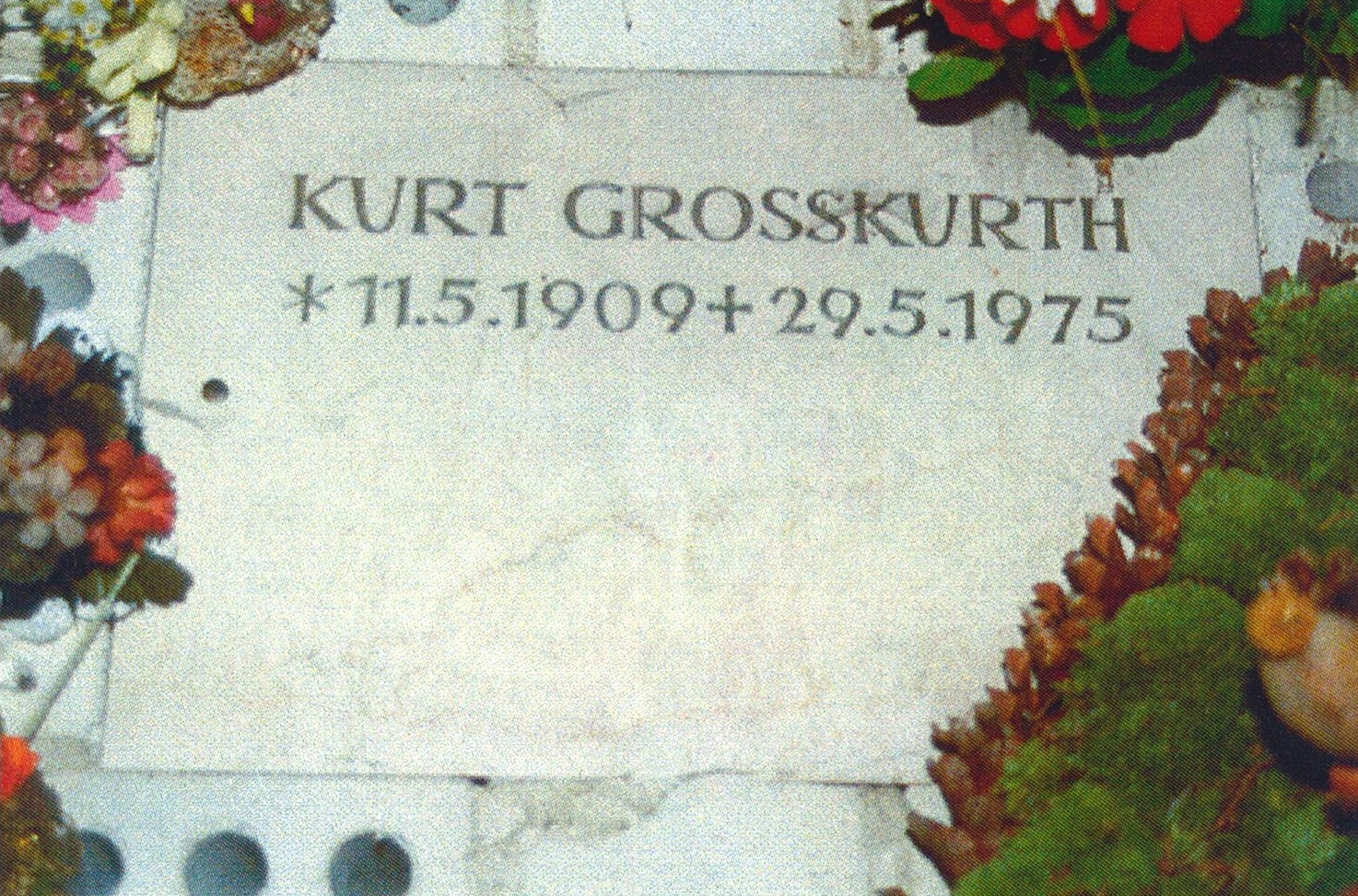
Hrob Kurta Großkurtha

Großkurth byl ženatý se zpěvačkou a herečkou Martel Zorn. Zemřel při dopravní nehodě ve věku 66 let. Jeho hrob se nachází na hřbitově v Grünwaldu poblíž Mnichova.

## Filmografie
Filmy
- 1949: Hochzeit mit Erika
- 1952: Das Bankett der Schmuggler (Le Banquet des fraudeurs)
- 1953: Arlette erobert Paris
- 1953: Die geschiedene Frau
- 1953: Die Nacht ohne Moral
- 1953: Die kleine Stadt will schlafen gehn
- 1954: Morgengrauen
- 1954: Hoheit lassen bitten
- 1954: Sonne über der Adria
- 1955: Die spanische Fliege
- 1955: Frauen um Richard Wagner (Magic Fire)
- 1955: Rosenmontag
- 1956: Weil du arm bist, mußt du früher sterben
- 1956: Holiday am Wörthersee
- 1956: Karussell der Liebe
- 1956: Hurra – die Firma hat ein Kind
- 1956: Manöverball
- 1956: Das alte Försterhaus
- 1957: Der Jäger von Fall
- 1957: Die verpfuschte Hochzeitsnacht
- 1957: Der müde Theodor
- 1957: Zwei Bayern im Harem
- 1957: Mit Rosen fängt die Liebe an
- 1957: Gruß und Kuß vom Tegernsee
- 1958: Mikosch, der Stolz der Kompanie
- 1958: Bühne frei für Marika
- 1958: Der Sündenbock von Spatzenhausen
- 1958: Kleine Leute mal ganz groß
- 1958: Gräfin Mariza
- 1959: Mikosch im Geheimdienst
- 1959: Mandolinen und Mondschein
- 1959: La Paloma
- 1959: Der lustige Krieg des Hauptmann Pedro
- 1959: Kein Mann zum Heiraten
- 1959: Hubertusjagd
- 1960: Schlagerparade 1960
- 1960: Conny und Peter machen Musik
- 1960: Wir wollen niemals auseinandergehn
- 1960: Willy, der Privatdetektiv
- 1961: Der fröhliche Weinberg
- 1961: Unsere tollen Tanten
- 1961: Am Sonntag will mein Süßer mit mir segeln gehn
- 1962: Drei Liebesbriefe aus Tirol
- 1962: Verrückt und zugenäht
- 1962: Tanze mit mir in den Morgen
- 1962: Die Post geht ab
- 1962: Wenn die Musik spielt am Wörthersee
- 1963: Die lustigen Vagabunden
- 1963: Unsere tollen Nichten
- 1963: Übermut im Salzkammergut
- 1963: Das Spukschloß im Salzkammergut
- 1964: Unsere tollen Tanten in der Südsee
- 1964: Holiday in St. Tropez
- 1964: Die letzte Kugel traf den Besten (Aventuras del Oeste)
- 1965: Der letzte Mohikaner
- 1966: Liebesspiel im Schnee
- 1967: Heubodengeflüster
- 1970: Die Jungfrauen von Bumshausen
- 1971: Obszönitäten
- 1971: Charlie und die Schokoladenfabrik
- 1972: Blaubart
- 1972: Ludwig
- 1973: Frau Wirtins tolle Töchterlein

Televizní produkce
- 1956: Meine Schwester und ich
- 1958: Die frechste Show der Welt
- 1959: Raub der Sabinerinnen
- 1959: Premiere Ultimo
- 1960: Das Mißverständnis
- 1960: Der Vogelhändler
- 1961: Der fröhliche Weinberg
- 1961: August
- 1961: Das Land des Lächelns
- 1962: Gasparone
- 1963: Stiftungsfest der Fleißigen Biene
- 1963: Die Jagd nach Helena
- 1964: Kein Grund zur Unruhe
- 1964–1968: Die fröhliche Weinrunde
- 1966: Geronimo und die Räuber
- 1967: Ein Florentiner Hut
- 1967–1969: Landarzt Dr. Brock (Fernsehserie) – durchgehende Rolle als Bürgermeister
- 1969: Die ungarische Hochzeit
- 1969: Die Entführung aus dem Serail
- 1969: Party-Geschichten – 2 Folgen
- 1970: Das Mädchen seiner Träume
- 1971: Der Raub der Sabinerinnen
- 1971: Drüben bei Lehmanns (Fernsehserie) – Klassenkameraden
- 1971: Ende einer Dienstfahrt
- 1971: Olympia – Olympia
- 1972: Tingeltangel (Fernsehserie) – Die Braut tanzt aus der Reihe
- 1972: Die Geisha
- 1973: Die Schattenlinie (La ligne d’ombre)
- 1973: Die Powensbande
- 1974: Gräfin Mariza
- 1974: Zigeunerliebe
- 1975: Ein Fall für Sie! – Sonnenschein bis Mitternacht

## Skladby v rádiu
- 1951: Das Krähenspiel – režisér: Wilhelm Semmelroth
- 1958: Osel v Grömelskirchenu – režisér: Hermann Pfeiffer
- 1961: přesčasy Simona Parblingera – režisér: Heinz Dieter Köhler